# Mian guan

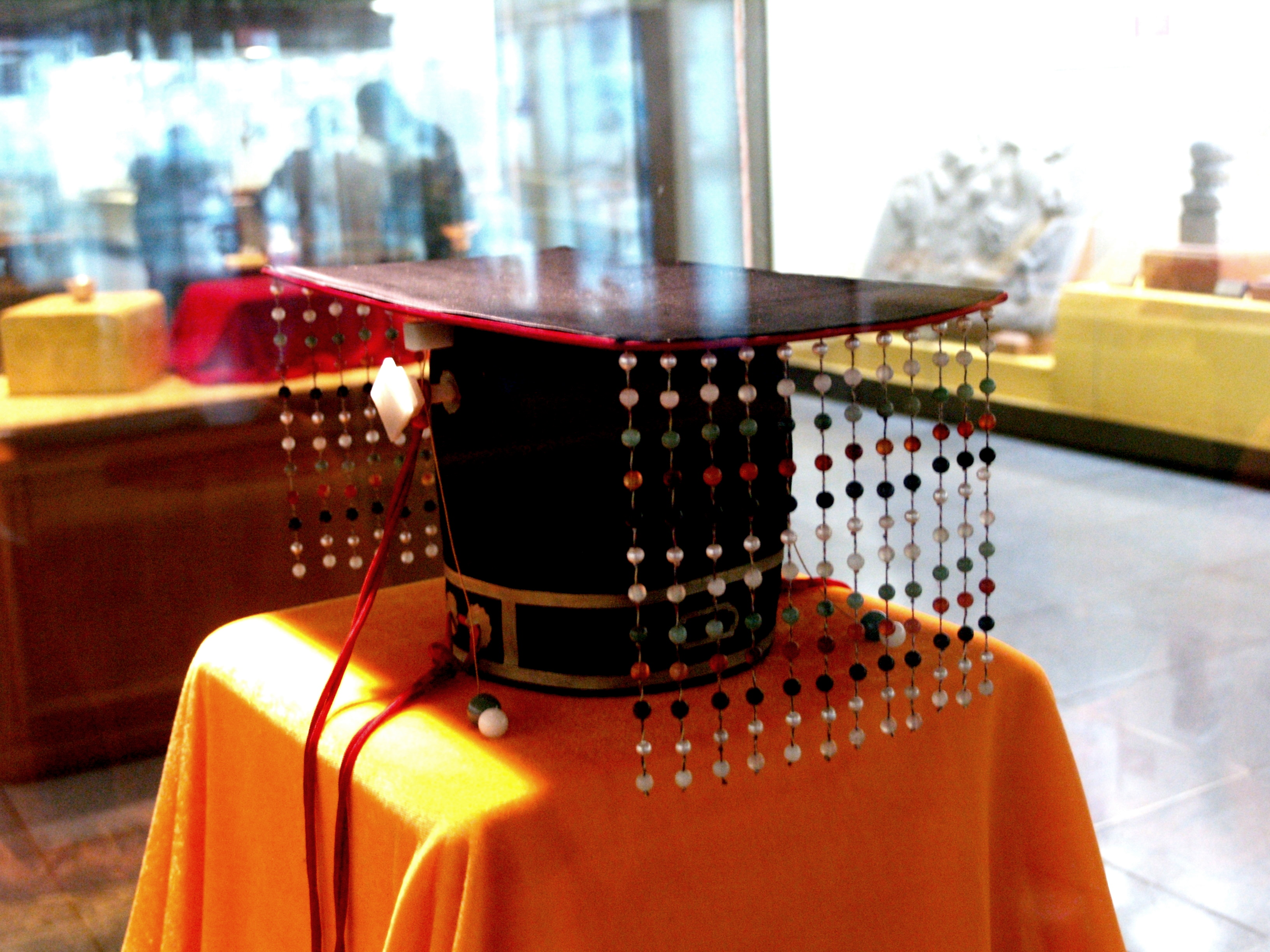
Ein Perlenschnurhut im Museum der Grabstätte Ding Ling innerhalb der Ming-Gräber.

Der Miang guan (chinesisch 冕冠, Pinyin Miǎn guān) war die traditionelle Kopfbedeckung chinesischer Herrscher, anderer Adeliger, Minister und hoher Beamter bis in die Spätantike sowie eine Insigne der Macht. Noch zur Zeit der Sui-Dynastie und sogar vereinzelt in der Ming-Dynastie wurde sie getragen – beispielsweise von Wanli. Detaillierte Beschreibungen finden sich in den Riten der Zhou sowie dem Buch der Riten. Angeblich wurde der Miǎn guān von Qin Shihuangdi – dem ersten Kaiser und Einer des Reiches – verboten. Gleichwohl ist er auf zahlreichen, zumeist posthumen Darstellungen, mit diesem Hut zu sehen. Auch in der Westlichen Han-Dynastie war die Kopfbedeckung wohl nicht in Gebrauch.
Hauptbestandteil war eine flache, hölzerne und mit Stoff überzogene Platte, die vorne eckig und hinten abgerundet über den Kopf hinausragte. An beiden Schmalseiten waren mehrere Schnüre mit aufgefädelten Perlen befestigt. Dabei zeigte die Anzahl der Perlenschnüre die Stellung des jeweiligen Trägers im gesellschaftlichen Machtgefüge an: Je einflussreicher er war, desto mehr Fäden hatte sein Hut. Einzig dem Kaiser waren beidseitig zwölf Schnüre vorbehalten; Fürsten hatten neun. In der Regel waren die Hüte mit einem Band unter dem Kinn festgebunden und mittels einer Jadespange an den Haaren fixiert. Ein schmales Stoffband lief quer über den Miǎn guān und hing beidseitig herunter; es symbolisierte die Milchstraße. Auch die Holzplatte besaß eine tiefere Symbolik: Das eckige Ende sollte die Erde, das abgerundete den Himmel darstellen. Die vorderen Perlenschnüre standen stellvertretend für die zukünftigen Zeiten, auf die der Herrscher zuschreitet, die hinteren für die Vergangenheit, von der man sich nie gänzlich lösen kann.
Varianten des Miǎn guān waren auch in Japan, Vietnam und auf der koreanischen Halbinsel bekannt.